# Bindahara moorei
Bindahara moorei är en fjärilsart som beskrevs av Hans Fruhstorfer 1904. Bindahara moorei ingår i släktet Bindahara och familjen juvelvingar. Inga underarter finns listade i Catalogue of Life.